# Bernard Consten

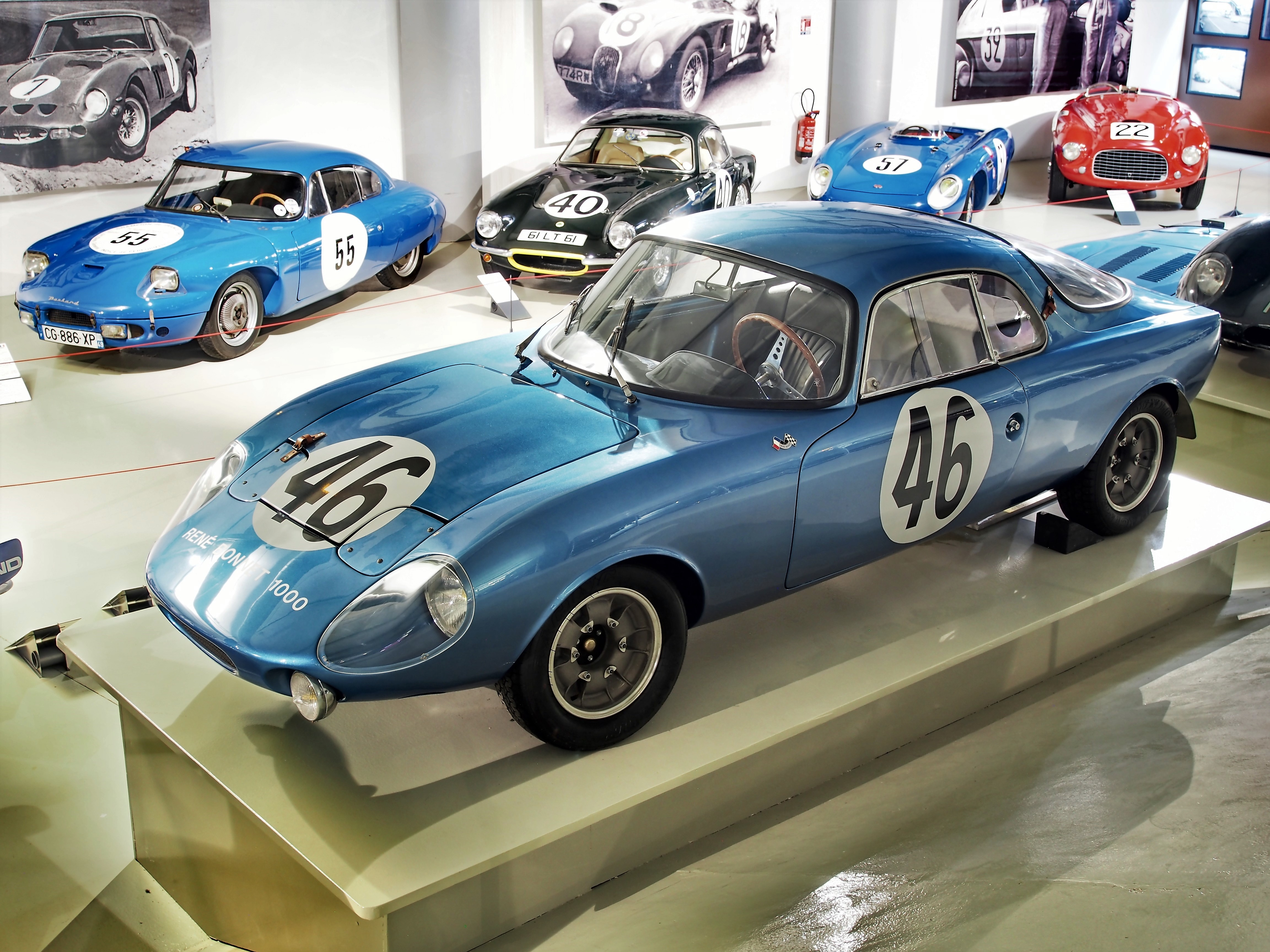
Der René Bonnet Djet, mit dem Bernard Consten beim 24-Stunden-Rennen von Le Mans 1962 am Start war

Bernard Georges Henri Consten (* 5. April 1932 in Courbevoie; † 22. Juli 2017 in Cannet) war ein französischer Rallye- und Rundstrecken-Rennfahrer sowie Sportfunktionär.

## Karriere
Bernard Consten begann in den 1950er-Jahren mit dem Rallyesport und gewann dreimal (1958, 1961 und 1962) die französische Rallye-Meisterschaft. Er galt als Spezialist für Asphaltpisten und sicherte sich 1967 auch die erste französische Meisterschaft, die ausschließlich auf diesem Belag ausgefahren wurde. Fünfmal gewann er die Tourenwagenklasse bei der Tour de France für Automobile, einem Etappenrennen, das fast nur auf Asphalt gefahren wurde. 1958 siegte er auf einem Alfa Romeo Giulietta, 1960, 1961, 1962 und 1963 auf einem Jaguar Mark II. Mit seinen fünf Gesamtsiegen ist er Rekordsieger bei dieser seit 1987 nicht mehr ausgetragenen Rennveranstaltung. Seinen größten Erfolg im Rallyesport feierte er 1975, als er die Rallye Elfenbeinküste auf einem Peugeot 504 für sich entscheiden konnte.
Auf der Rundstrecke war Consten weniger erfolgreich. 1957 gab er sein Debüt beim 24-Stunden-Rennen von Le Mans, wo er sechsmal am Start war. Seine beste Platzierung war der elfte Gesamtrang 1959.
1968 wurde er für eine Periode zum Präsidenten des französischen Motorsportverbandes gewählt und von 1980 bis 1986 war er für die Organisation der Tour Auto verantwortlich. 1969 hatte er die große Ehre, den Start beim 24-Stunden-Rennen von Le Mans freigeben zu dürfen.
Er nahm außerdem an einigen Läufen zur Rallye-Weltmeisterschaft teil und wurde bei der Rallye Marokko 1975 auf einem Peugeot 504 Zweiter hinter Hannu Mikkola.

## Statistik

### Le-Mans-Ergebnisse
| Jahr | Team                            | Fahrzeug                             | Teamkollege           | Platzierung             | Ausfallgrund |
| ---- | ------------------------------- | ------------------------------------ | --------------------- | ----------------------- | ------------ |
| 1957 | Automobilies VP                 | VP 166R                              | Jean-Marie Dumazer    | Ausfall                 | Unfall       |
| 1958 | Equipe Monopole Corse           | Monopole VM5                         | Jean Vinatier         | Ausfall                 | Motorschaden |
| 1959 | Automobiles Deutsch & Bonnet    | DB HBR4                              | Paul Armagnac         | Rang 11 und Klassensieg |              |
| 1960 | Squadra Vigilio Conrero         | Alfa Romeo Giulietta SV Conrero 1150 | Francesco De Leonibus | Ausfall                 | Defekt       |
| 1961 | Essex Racing Stable             | Aston Martin DB4 GT Zagato           | Jack Fairman          | Ausfall                 | Motorschaden |
| 1962 | Societé Automobiles René Bonnet | René Bonnet Djet                     | José Rosinski         | Rang 17 und Klassensieg |              |

### Sebring-Ergebnisse
| Jahr | Team             | Fahrzeug              | Teamkollege    | Platzierung             | Ausfallgrund    |
| ---- | ---------------- | --------------------- | -------------- | ----------------------- | --------------- |
| 1965 | Autodelta S.p.A. | Alfa Romeo Giulia TZ  | Jean Rolland   | Rang 16 und Klassensieg |                 |
| 1966 | Autodelta SpA    | Alfa Romeo Giulia TZ2 | Lucien Bianchi | Ausfall                 | Getriebeschaden |

### Einzelergebnisse in der Sportwagen-Weltmeisterschaft
| Saison | Team                                                 | Rennwagen                                                 | 1   | 2   | 3   | 4   | 5   | 6   | 7   | 8   | 9   | 10  | 11  | 12  | 13  | 14  | 15  | 16  | 17  | 18  | 19  | 20  | 21  | 22  |
| ------ | ---------------------------------------------------- | --------------------------------------------------------- | --- | --- | --- | --- | --- | --- | --- | --- | --- | --- | --- | --- | --- | --- | --- | --- | --- | --- | --- | --- | --- | --- |
| 1956   |                                                      | Peugeot 203                                               | BUA | SEB | MIM | NÜR | KRI |     |     |     |     |     |     |     |     |     |     |     |     |     |     |     |     |     |
| 1956   |                                                      | Peugeot 203                                               | 89  |     |     |     |     |     |     |     |     |     |     |     |     |     |     |     |     |     |     |     |     |     |
| 1957   | Vernet et Pairard                                    | VP 166R                                                   | BUA | SEB | MIM | NÜR | LEM | KRI | CAR |     |     |     |     |     |     |     |     |     |     |     |     |     |     |     |
| 1957   | Vernet et Pairard                                    | VP 166R                                                   |     | DNF |     |     |     |     |     |     |     |     |     |     |     |     |     |     |     |     |     |     |     |     |
| 1958   | Monopole                                             | Monopole VM5                                              | BUA | SEB | TAR | NÜR | LEM | RTT |     |     |     |     |     |     |     |     |     |     |     |     |     |     |     |     |
| 1958   | Monopole                                             | Monopole VM5                                              |     | DNF |     |     |     |     |     |     |     |     |     |     |     |     |     |     |     |     |     |     |     |     |
| 1959   | Deutsch & Bonnet                                     | DB HBR4                                                   | SEB | TAR | NÜR | LEM | RTT |     |     |     |     |     |     |     |     |     |     |     |     |     |     |     |     |     |
| 1959   | Deutsch & Bonnet                                     | DB HBR4                                                   | 11  |     |     |     |     |     |     |     |     |     |     |     |     |     |     |     |     |     |     |     |     |     |
| 1960   | Bernard Consten Squadra Vigilio Conrero              | Alfa Romeo Giulietta                                      | BUA | SEB | TAR | NÜR | LEM |     |     |     |     |     |     |     |     |     |     |     |     |     |     |     |     |     |
| 1960   | Bernard Consten Squadra Vigilio Conrero              | Alfa Romeo Giulietta                                      |     |     |     | 40  | DNF |     |     |     |     |     |     |     |     |     |     |     |     |     |     |     |     |     |
| 1961   | José Rosinski Bernard Consten Essex Racing Stable    | Alfa Romeo Giulietta SV Zagato Aston Martin DB4 GT Zagato | SEB | TAR | NÜR | LEM | PES |     |     |     |     |     |     |     |     |     |     |     |     |     |     |     |     |     |
| 1961   | José Rosinski Bernard Consten Essex Racing Stable    | Alfa Romeo Giulietta SV Zagato Aston Martin DB4 GT Zagato |     | 8   | DNF | DNF |     |     |     |     |     |     |     |     |     |     |     |     |     |     |     |     |     |     |
| 1962   | Automobiles René Bonnet Bernard Consten Lotus France | René Bonnet Djet Lotus 23                                 | DAY | SEB | SEB | MAI | TAR | BER | NÜR | LEM | TAV | CCA | RTT | NÜR | BRI | BRI | PAR |     |     |     |     |     |     |     |
| 1962   | Automobiles René Bonnet Bernard Consten Lotus France | René Bonnet Djet Lotus 23                                 |     |     |     |     |     |     |     | 17  | 9   |     |     |     |     |     | 11  |     |     |     |     |     |     |     |
| 1963   | Jaguar                                               | Jaguar Mark 2                                             | DAY | SEB | SEB | TAR | SPA | MAI | NÜR | CON | ROS | LEM | MON | WIS | TAV | FRE | CCE | RTT | OVI | NÜR | MON | MON | TDF | BRI |
| 1963   | Jaguar                                               | Jaguar Mark 2                                             |     |     |     |     |     |     |     |     |     |     |     |     |     |     |     |     |     | 3   |     |     |     |     |
| 1964   | AGACI                                                | Jaguar Mark 2                                             | DAY | SEB | TAR | MON | SPA | CON | NÜR | ROS | LEM | REI | FRE | CCE | RTT | SIM | NÜR | MON | TDF | BRI | BRI | PAR |     |     |
| 1964   | AGACI                                                | Jaguar Mark 2                                             |     |     |     |     |     |     |     |     |     |     |     |     |     | 10  |     |     |     |     |     |     |     |     |
| 1965   | Autodelta                                            | Alfa Romeo TZ                                             | DAY | SEB | BOL | MON | MON | RTT | TAR | SPA | NÜR | MUG | ROS | LEM | REI | BOZ | FRE | CCE | OVI | NÜR | BRI | BRI |     |     |
| 1965   | Autodelta                                            | Alfa Romeo TZ                                             | 16  |     |     |     |     |     |     |     |     |     |     |     |     |     |     |     |     |     |     |     |     |     |
| 1966   | Autodelta                                            | Alfa Romeo TZ                                             | DAY | SEB | MON | TAR | SPA | NÜR | LEM | MUG | CCE | HOK | SIM | NÜR | ZEL |     |     |     |     |     |     |     |     |     |
| 1966   | Autodelta                                            | Alfa Romeo TZ                                             | DNF |     |     |     |     |     |     |     |     |     |     |     |     |     |     |     |     |     |     |     |     |     |